# Westgate Printing Grand Slam Futures Tampa Bay 2006
Il Westgate Printing Grand Slam Futures Tampa Bay 2006 è stato un torneo di tennis facente parte della categoria ITF Women's Circuit nell'ambito dell'ITF Women's Circuit 2006. Il montepremi del torneo era di $25 000 e si è svolto nella settimana tra il 9 gennaio e il 15 gennaio 2006 su campi in cemento. Il torneo si è giocato a Tampa negli Stati Uniti.

## Vincitori

### Singolare
Tiffany Dabek ha sconfitto in finale  Vasilisa Bardina con il punteggio di 5–7, 7–6(3), 6–3.

### Doppio
Chanelle Scheepers /  Aleke Tsoubanos hanno sconfitto in finale  Chin-Wei Chan /  Wen-Hsin Hsu con il punteggio di 3–6, 7–6(4), 6–3.